# Bubo africanus
Il gufo reale africano o gufo reale maculato (Bubo africanus (Temminck, 1821)) è un uccello rapace della famiglia Strigidae diffuso nell'Africa subsahariana.

## Descrizione
È una specie di gufo di medie dimensioni ma una delle più piccole all'interno del genere Bubo. Raggiunge un'altezza di 45 centimetri con un peso che varia da 480 a 850 grammi. Possiede un'apertura alare di 100 - 140 centimetri. Il colore della testa varia da grigio pallido ad ocra chiaro e gli occhi sono gialli. La testa è inoltre coronata da due ciuffi auricolari piuttosto prominenti. La parte superiore del corpo è di colore marrone scuro, mentre quella inferiore è biancastra con bande brune.
Prima del 1999 era considerato conspecifico del gufo reale cenerino ma ora è classificato come specie separata.

## Biologia

### Alimentazione
Si nutre di piccoli mammiferi, rettili, insetti e occasionalmente piccoli uccelli.

### Riproduzione
I gufi africani formano coppie stabili che durano tutta la vita. Diventano in grado di riprodursi a un anno di età. Costruiscono il nido al suolo e talvolta sono stati visti nidi costruiti sui davanzali delle finestre. L'accoppiamento inizia a luglio e continua fino alle prime settimane di febbraio. La femmina depone da due a quattro uova e durante l'incubazione lascia il nido solo per mangiare il cibo catturato dal maschio. Il periodo di incubazione dura circa 32 giorni. I giovani iniziano a volare dopo sette settimane dalla nascita. Cinque settimane più tardi i giovani gufi lasciano il nido. Vivono fino ai dieci anni di età allo stato brado, ma raggiungono i vent'anni in cattività.

## Distribuzione e habitat
Il gufo africano occupa la maggior parte del territorio compreso a sud del Sahara lontano dalle giungle e dalle fitte foreste. È un cacciatore notturno che trascorre la maggior parte delle ore del giorno nascosto tra gli alberi, in anfratti rocciosi o rovine abbandonate. Frequenta le zone rocciose, i terreni agricoli, i boschi aperti e le zone semi-desertiche. È stato avvistato anche nei pressi delle aree urbane. Caccia sul ciglio delle strade, dove capita che sia investito dai veicoli di passaggio.
La principale minaccia per questa specie è costituita dai pesticidi utilizzati in agricoltura per il controllo dei parassiti.